# Съюз на ратниците за напредъка на българщината
Съюзът на ратниците за напредъка на българщината (СРНБ), наричан също Ратничество за напредък на българщината или просто Ратник, е крайнодясна фашистка обществено-политическа организация в България, съществувала през периода 1936 – 1944 г. Организацията проявява изразени симпатии към националсоциализма, антикомунизма, расизма и антисемитизма.

## История
Основан е на 19 юли 1936 година от група активисти на Българския младежки съюз „Отец Паисий“, начело с Асен Кантарджиев и Петър Габровски, които неуспешно се опитват да ангажират паисиевците с по-активна политическа дейност. Към тях се присъединяват и групи, отделили се от Съюза на българските национални легиони и бившия Съюз на българите фашисти, а активна роля в изграждането на организацията играят Климент Далкалъчев и Захари Стоилков.
По данни на Държавна сигурност при ликвидирането им след Деветосептемврийския преврат Съюзът на ратниците и Съюзът „Отец Паисий“ наброяват общо 3880 души.

## Идеология
Ратниците пропагандират национализъм, националсоциализъм, антисемитизъм, расизъм, симпатии към Третия райх, борбата, войната. Остро критикуват капитализма, буржоазията и партийно-парламентарната демократична система. СРНБ се обявява за силна намеса на държавата в икономиката, национализация на застрахователния сектор и други ключови предприятия, задължително коопериране в селското стопанство.

## Организация и известни членове
Ратниците носят червени униформи, a емблемата на организацията е знакът „Богар-кръст“ (келтски кръст), ограден с кръг. Основният им лозунг е „Напред и нагоре“. Силно обвързани с Българска православна църква.
Не може да се определи точният брой на членовете на организацията, тъй като тя е доста конспиративна и дори членовете ѝ не се познават помежду си. На 26.09.1939 г. правителството взема следното решение: "Всички лица, които участват в „Българските национални легиони“ и в „Ратници за напредъка на българщината“ да се поставят в известност, като чиновниците се уволнят, учениците и студентите се изключат, а останалите да се изпратят в работните групи". През периода 1941 – 1944 година РНБ е в основата на т.нар. дясна опозиция на режима, въпреки че нейни бивши членове успяват да достигнат до високи постове в държавната власт. Известни такива членове са комисарят по еврейските въпроси Александър Белев и вътрешният министър Петър Габровски.
Ръководител на Ратничеството, наричан Водач, е проф. Асен Кантарджиев – един от деканите на Агрономическия факултет на Софийския университет „Свети Климент Охридски“ и син на генерал-лейтенант Тодор Кантарджиев, командвал българските войски в Добричката епопея през 1916 година.

### На български
- Алтънков, Н. (2004). Нарекоха ги фашисти: Легионери, отцепаисиевци, ратници, бранници, родозащитници, кубратисти. София: „Тангра ТанНакРа ИК“. ISBN 954-9942-66-X
- Казасов, Д. (1949). Бурни години 1918 – 1944. София: „Народен печат“.
- Поппетров, Николай. Фашизмът в България. Развитие и прояви.   „Кама“, 2008. ISBN 978-954-9890-92-1.
- Поппетров, Н. (съставител) (2009). Социално наляво, национализмът – напред. Програмни и организационни документи на български авторитаристки националистически формации. София: ИК „Гутенберг“. ISBN 978-954-617-060-6